# Michio Hikitsuchi
Michio Hikitsuchi (引土道雄; Wakayama, 1923. – Shingu, 2. veljače 2004.), japanski majstor borilačkih vještina. Izravni je učenik Moriheija Ueshibe. Nositelj je 10. Dana u aikidu.

## Životopis
Michio Hikitsuchi se rodio 1923. godine u Wakayami. Borilačkim vještinama bavio se od svoje devete godine. Prvo je počeo proučavati kendo, a kasnije ken-jutsu, ju-jutsu, bojutsu i karate. Hikitsuchi je kao mladić intenzivno trenirao jukenjutsu (bajonet) i bio je vrlo vješt i u iaidu i u kendu.
U dobi od 14 godina upoznao je Moriheija Ueshibu, čiji je po upoznavanju postao učenik. Godine 1969., nekoliko mjeseci prije smrti O-Senseija, Hikitsuchiju je O-Sensei osobno dodijelio 10. Dana. Istodobno je dobio pismeno dopuštenje da podučava rukovanje dugim štapom (Bō) u aikidu (Masakatsu Bōjutsu) i maču (Sho Chiku Bai No Ken) ili bokkenu.
Hikitsuchi je živio u Shingu, malom gradu u japanskoj prefekturi Wakayama. Preminuo je 2. veljače 2004. godine. Njegova učenja, među ostalim, u Europi prenosi njegov dugogodišnji student Gérard Blaize. Stil koji podučava Hikitsuchi naziva se i Kumano-Juku-Aikido po njegovom dojo-u smještenom u planinama Kumano u Japanu.

## Vanjske povezice
- We Turn the Spotlight on the Life of Aikido Master Michio Hikitsuchi Sensei